# Helene Hanff
Helene Hanff (Filadèlfia, Pennsilvània, 15 d'abril de 1916 - Nova York, 9 d'abril de 1997) fou una escriptora estatunidenca coneguda per ser l'autora del llibre 84 Charing Cross Road, en què es va basar la pel·lícula homònima.
La seva carrera, que la va portar d'escriure obres que no s'arribaren a estrenar a ajudar a crear alguns dels primers drames televisius o a tornar-se una espècie de professional del New Yorker, va molt més enllà de l'encant d'un sol llibre. Va titular les seves memòries (1961) Underfoot in Show Business, i narrava la lluita d'un escriptor jove i ambiciós que volia trobar un lloc al món del teatre de Nova York durant els anys quaranta i els cinquanta. Treballà com a publicista i va passar molts estius en el circuit del "barret de palla" a través de la Costa Est dels Estats Units, escrivint obres que serien admirades per alguns productors de Broadway, però que, per alguna raó, mai arribarien a veure la llum.
Va escriure i també va editar escrits d'una gran varietat de drames televisius, produïts fora de Nova York, tot el temps intentant fugir d'allò que ella anomenava "un dels 999 de 1000 que no es torna Noël Coward." Quan la producció televisiva es va moure a Califòrnia, el seu treball va decaure a poc a poc, amb la qual cosa acabà treballant per a revistes, i finalment en els llibres que van forjar la seva reputació.
Publicat per primer cop l'any 1970, 84 Charing Cross Road narra els seus 20 anys de correspondència amb Frank Doel, el principal venedor de Marks & Co., una llibreria londinenca, del qual ella va dependre per a aconseguir els obscurs clàssics i els títols de la literatura britànica que varen despertar la seva passió per l'autodidactisme. Va arribar a estar íntimament relacionada amb les vides del personal de la botiga, fins al punt d'enviar-los provisions durant la carestia de la postguerra i de compartir amb ells els detalls de la seva vida a Manhattan.
Ateses les dificultats financeres i la seva aversió a viatjar, va posposar la visita als seus amics d'Anglaterra fins que va ser massa tard; Doel va morir el mes de desembre de 1968, i la llibreria va acabar tancant. Hanff visità finalment Charing Cross Road i la buida llibreria durant l'estiu de 1971, un viatge recordat en el seu llibre de 1973 The Duchess of Bloomsbury Street.
Més tard es va obsessionar amb l'erudit britànic Sir Arthur Quiller-Couch la qual cosa va quedar reflectida en el llibre titulat Q's Legacy (El legat de Q). N'escriví d'altres com Apple of My Eye (La poma dels meus ulls), una guia idiosincràtica de Nova York, i A Letter from New York (1992) (Una carta des de Nova York), les negociacions dels quals li proporcionaren un espai a la BBC, al programa L'hora de les dones  entre 1978 i 1985.
A la pel·lícula de 1987, La carta final (84 Charing Cross Road), Hanff fou interpretada per Anne Bancroft, mentre que Anthony Hopkins va fer el paper de Frank Doel. Anne Jackson havia interpretat anteriorment a Hanff l'any 1975, a una adaptació del llibre per a la televisió britànica. Ellen Burstyn va fer el mateix paper a Broadway, al Teatre Nederlander a Nova York.
Hanff, que mai va amagar la seva afició a les cigarretes i als Martinis, va desenvolupar diabetis, que esdevingué la causa de la seva mort. L'edifici d'apartaments on va viure, el 305 E. del carrer 72, ha rebut el nom de "Charing Cross House" en el seu honor. Una placa de bronze al cantó de la porta principal commemora la seva residència i l'autoria del seu llibre.